# Miserey
Miserey es una localidad y comuna francesa situada en la región de Alta Normandía, departamento de Eure, en el distrito de Évreux y canton d'Évreux-Est.

## Geografía
Se encuentra a 9 km al este de Évreux.

## Demografía
| 323 | 302 | 357 | 431 | 448 | 473 |
| Para los censos de 1962 a 1999 la población legal corresponde a la población sin duplicidades (Fuente: INSEE [Consultar]) |     |     |     |     |     |

## Economía
Acoge el Centre International de Toxicologie, laboratorio independiente que emplea a 290 personas, ocupa 20 ha y dispone de una gran granja de animales de labaratorio. Trabaja en nuevos medicamentos en relación directa con firmas farmacéuticas y organismos públicos.

## Lugares y monumentos
- El château de Miserey, construido en los siglos XVIII y XIX, tiene un bello parque romántico con rosaledas.